# Bryopsidales familia incertae sedis
Bryopsidales familia incertae sedis, trenutna porodica u koju su smješteni rodovi zelenih algi iz reda Bryopsidales čija porodična pripadnost još nije ustanovljena. U njoj postoji 6 rodova sa ukupno 11 vrsta

## Rodovi
1. Buthograptus J.Hall 3
2. Cauculicula Shuysky & Schirschova 1
3. Inocladus LoDuca, Swinehart, M.A.LeRoy, Tetreault & Steckenfinger 4
4. Manitobia Fry 1
5. Walcottophycus M.Y.Wu & LoDuca 1
6. Winnipegia Fry 1